# Такой большой мальчик (фильм)
«Такой большой мальчик» — художественный фильм Киностудии им. М. Горького по повести Бориса Рахманина «Война продолжалась четыре класса». Английское название: «Such a Big Boy».

## Сюжет
В первые дни Великой Отечественной войны молодая женщина с тремя детьми эвакуируется из прифронтовой зоны на Урал. Через некоторое время она получает похоронку на мужа. Старший сын Коля становится надёжным помощником матери.

## В ролях
- Нина Зорская — Антонина Ивановна,
- Алёша Жарков,
- Зинаида Кириенко,
- Елена Максимова,
- Тамара Мурина,
- Игорь Озеров,
- Николай Смирнов,
- Леонид Куравлёв,
- Борис Гитин,
- Элла Новикова,
- Олег Сиднев,
- Лёня Халдей,
- Станислав Коренев — солдат в госпитале,
- Юрий Богатырев (эпизод — роль немецкого солдата).